# Ferdinando Fairfax
Pour les articles homonymes, voir Fairfax.
Ferdinando Fairfax (29 mars 1584 – 14 mars 1648), 2e lord Fairfax de Cameron, général et parlementaire anglais, est le fils de Thomas Fairfax (1er du nom), que Charles Ier avait créé lord Fairfax de Cameron de la pairie d'Écosse en 1627.

## Biographie

### Le parlementaire
Né dans le Yorkshire, Ferdinando Fairfax reçut sa formation militaire auprès de Francis Vere aux Pays-Bas, puis représenta l'élection de Boroughbridge au Parlement d'Angleterre au cours des six sessions tenues entre 1614 et 1629, puis de nouveau lors du Court Parlement de 1640. En mai 1640 il prit la succession de son père en tant que Lord Fairfax, mais en tant que pair écossais il ne pouvait siéger qu’à la Chambre des communes comme représentant du Yorkshire au Long Parlement ; s’il épousa la cause du parlement, c’était un modéré qui souhaitait le maintien de la paix. Il résidait au manoir de Denton Hall à Wharfedale.

### De la guerre d'Écosse à la Guerre Civile
Au cours de la guerre d'Écosse, Fairfax commandait un régiment de l’armée royale ; puis lorsqu'en 1642  la Première Révolution anglaise éclata, il prit la tête des forces pro-parlement dans le Yorkshire, et se prépara à affronter Newcastle. Les hostilités s'ouvrirent sur la rupture du traité de neutralité par Fairfax et les Cavaliers.
Au début des affrontements, Fairfax essuya quelques échecs. Il fut délogé de York, où il assiégeait les Royalistes, et dut se replier, d'abord sur Selby puis en 1643 sur Leeds ; puis après avoir repoussé l’assaut de cette dernière place-forte, il subit une défaite retentissante le 30 juin 1643 à la bataille de Adwalton Moor. Il prit la fuite à Hull, qu'il défendit victorieusement contre Newcastle entre le 2 septembre et le 11 octobre 1643, mettant un terme au siège par une sortie remarquable.

### La bataille de Selby
Au mois d'avril 1644, les Parlementaires avaient pris le dessus et cherchaient désormais à contrôler le plus de territoires possibles, éliminant les dernières poches de résistance royalistes à travers les Midlands, le Pays de Galles et le Nord.
York, où le roi avait replié sa base d'opérations, était la cible naturelle de l'armée des Têtes rondes, mais il fallait réduire un certain nombre de citadelles avant de pouvoir s'y attaquer. La place-forte de Selby commandait les routes de York et du port vital de Hull ; son importance stratégique était immense, car c'est par l’Ouse du Yorkshire que l'on pouvait acheminer le plus rapidement et le plus sûrement les troupes et le ravitaillement. Mais en fait toute la région devenait la clef du conflit, car la présence des troupes royalistes empêchait la jonction entre l'armée des Parlementaires et celle de leurs alliés écossais.
Les Royalistes, commandés par John Belasyse, avaient fortifié la ville de barricades et avaient ménagé des écluses pour inonder la plaine sur l'autre côté, de sorte qu'un assaut direct pouvait s'avérer coûteux en hommes. Les Fairfax, Lord Ferdinando et son fils Thomas, optèrent pour une attaque combinée selon trois axes, escomptant mettre au jour le point faible de la défense, où leurs troupes pourraient forcer le passage : en effet, une fois introduits dans la première enceinte, ils pensaient obtenir une victoire rapide. La stratégie restait hasardeuse, car elle laissait à de petites unités mobiles la possibilité de contre-attaquer, et la nature du terrain rendait délicates les communications entre les trois corps d'armée.
Le 11 avril 1644, l'écossais John Meldrum († 1645) attaqua les barricades à l'est, Needham à l'ouest, et Thomas Fairfax se concentra sur la porte d'Ousegate, où malgré une  résistance héroïque des assiégés il parvint à forcer le passage. Une fois dans la place, le scénario prévu réussit : les Royalistes, attaqués de l'intérieur et de l'extérieur, étaient réduits à un combat désespéré. Avec la chute de la place, Fairfax fit main basse sur d'énormes stocks de munition.

### Retour de la paix
Victorieux à Selby, Fairfax fit sa jonction avec les Écossais l'été suivant et mit le siège devant York. Les 1 500 soldats qu'il avait fait prisonniers à Selby mettaient les Royalistes en infériorité évidente lors du siège d'York, mais à la bataille de Marston Moor (2 juillet 1644), Fairfax, à la tête de l’infanterie, fut mis en déroute. En juillet 1644, on lui confia cependant le gouvernement de York avec pour mission de réduire le reste du comté. En décembre 1644 il s'emparait de la petite ville de Pontefract, mais ne put venir à bout du château.
Fairfax démissionna de son commandement après le vote de la Self-denying Ordinance, mais continua à siéger au gouvernement de Yorkshire, puis le 24 juillet 1645 fut nommé gouverneur militaire (steward) de la forteresse de Pontefract. Il mourut d'un accès de gangrène au pied gauche, le 14 mars 1648 et fut inhumé à Bolton Percy dans le Yorkshire.
Fairfax s'est marié deux fois. De sa première femme, Mary, fille d’Edmund Sheffield (qui devint par la suite 1er comte de Mulgrave), il eut six filles et deux fils : Thomas, qui lui succéda en tant que 3e lord, et Charles, qui devint colonel de cavalerie, et trouva la mort à Marston Moor. C'est aussi le demi-frère du traducteur Edward Fairfax.
Alors qu'il commandait les troupes parlementaires dans le Yorkshire, Fairfax engagea une controverse littéraire avec Newcastle, avec son pamphlet The Answer of Ferdinando, Lord Fairfax, to a Declaration of William, Earl of Newcastle (1642) ; il a également publié un récit de sa manœuvre libératrice au siège de Hull dans A Letter from . . . Lord Fairfax to . . . Robert, Earl of Essex (1643).